# Спенсер-Брук (тауншип)
Спе́нсер-Брук (англ. Spencer Brook) — тауншип в округе Исанти, Миннесота, США. В 2010 году его население составляло 1589 человек.
Тауншип находится на реке Спенсер-Брук, которая была названа в честь одного из первых поселенцев, судьи по фамилии Спенсер, который построил ферму на реке.

## География
По данным Бюро переписи населения США площадь тауншипа составляет 91,8 км², из которых 89,0 км² занимает суша, а 2,8 км² — вода (3,05 %). Тауншип находится на реке Спенсер-Брук.

## Население
| Год переписи | Нас. |  | %±    |
| ------------ | ---- |  | ----- |
| 1980         | 1146 |  | —     |
| 1990         | 1203 |  | 5%    |
| 2000         | 1495 |  | 24,3% |
| 2010         | 1589 |  | 6,3%  |
| 2014         | 1577 |  | −0,8% |

По данным переписи 2010 года население Спенсер-Брука составляло 1589 человек (из них 52,2 % мужчин и 47,8 % женщин), в тауншипе было 573 домашних хозяйства и 432 семьи. На территории тауншипа было расположено 650 построек со средней плотностью 7,1 построек на один квадратный километр. Расовый состав: белые — 95,0 %, коренные американцы — 1,4 %, азиаты — 0,4 % и представители двух и более рас — 1,8 %.
Население города по возрастному диапазону по данным переписи 2010 года распределилось следующим образом: 23,7 % — жители младше 18 лет, 3,1 % — между 18 и 21 годами, 59,9 % — от 21 до 65 лет и 13,3 % — в возрасте 65 лет и старше. Средний возраст населения — 42,0 года. На каждые 100 женщин в Спенсер-Бруке приходилось 109,1 мужчины, при этом на 100 совершеннолетних женщин приходилось уже 107,4 мужчин сопоставимого возраста.
Из 573 домашних хозяйств 75,4 % представляли собой семьи: 67,0 % совместно проживающих супружеских пар (22,5 % с детьми младше 18 лет); 4,7 % — женщины, проживающие без мужей и 3,7 % — мужчины, проживающие без жён. 24,6 % не имели семьи. В среднем домашнее хозяйство ведут 2,76 человека, а средний размер семьи — 3,13 человека. В одиночестве проживали 17,3 % населения, 6,1 % составляли одинокие пожилые люди (старше 65 лет).

## Экономика
В 2014 году из 1284 человек старше 16 лет имели работу 763. При этом мужчины имели медианный доход в 56 528 долларов США в год против 40 978 долларов среднегодового дохода у женщин. В 2014 году медианный доход на семью оценивался в 81 538 $, на домашнее хозяйство — в 76 786 $. Доход на душу населения — 28 466 $ в год. 1,2 % от всего числа семей в Спенсер-Бруке и 2,4 % от всей численности населения находилось на момент переписи за чертой бедности.